# Phacelia gilioides
Phacelia gilioides är en strävbladig växtart som beskrevs av August Brand. Phacelia gilioides ingår i Faceliasläktet som ingår i familjen strävbladiga växter. Inga underarter finns listade i Catalogue of Life.